# خالد مشیر
خالد مشیر (عربی: خالد مشير اسماعيل؛ زادهٔ ۱۴ فوریهٔ ۱۹۸۱) یک بازیکن فوتبال اهل عراق است.
از باشگاه‌هایی که در آن بازی کرده‌است می‌توان به باشگاه فوتبال موصل، اربیل، و دهوک اشاره کرد.
وی همچنین در تیم ملی فوتبال عراق و تیم ملی فوتبال کردستان عراق بازی کرده است.